# Selah Sue

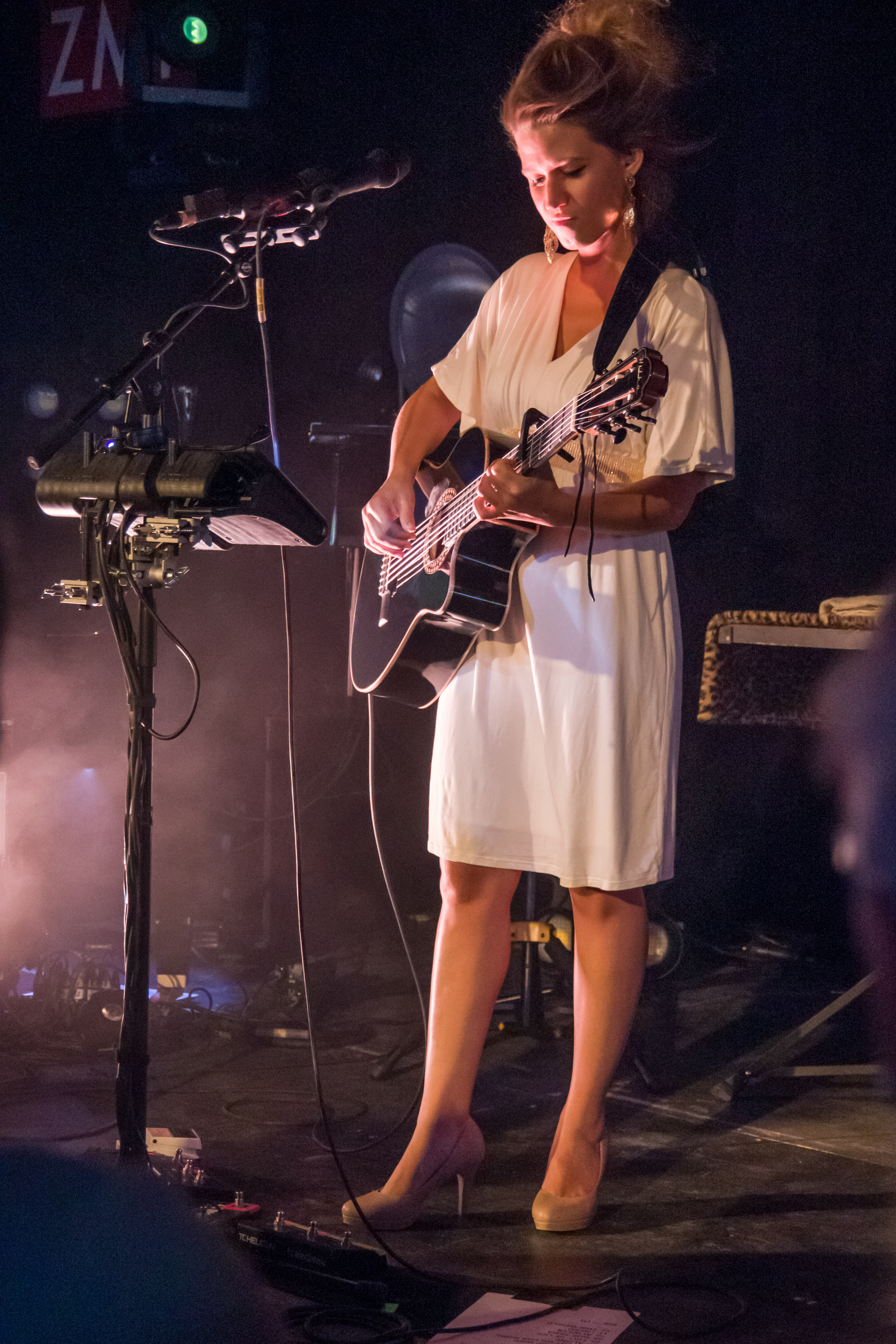
Selah Sue Zelt-Musik-Festival we Fryburgu Bryzgowijskim, 2018

Selah Sue, właśc. Sanne Putseys (ur. 3 maja 1989 w Leuven) – belgijska piosenkarka, autorka tekstów i kompozytorka.

## Życiorys

### Wczesne lata
Urodziła się we flamandzkim mieście Leuven, a wychowywała się w pobliskim miasteczku Leefdaal. Studiowała psychologię na Katholieke Universiteit Leuven.

### Kariera
W wieku piętnastu lat nauczyła się grać na gitarze akustycznej i zaczęła pisać własne piosenki. Kiedy miała 17 lat, wystąpiła jako najmłodsza i jedyna żeńska artystka w otwartym konkursie piosenki Open Mic-avond w Het Depot w Leuven. Zauważył ją wówczas holenderski wokalista Milow, który zaproponował jej wspólny występ na scenie. Następnie współpracowała na scenie z artystami, takimi jak m.in. Moby, Simply Red, Jamie Lidell, Novastar, Keziah Jones czy Sébastien Tellier.

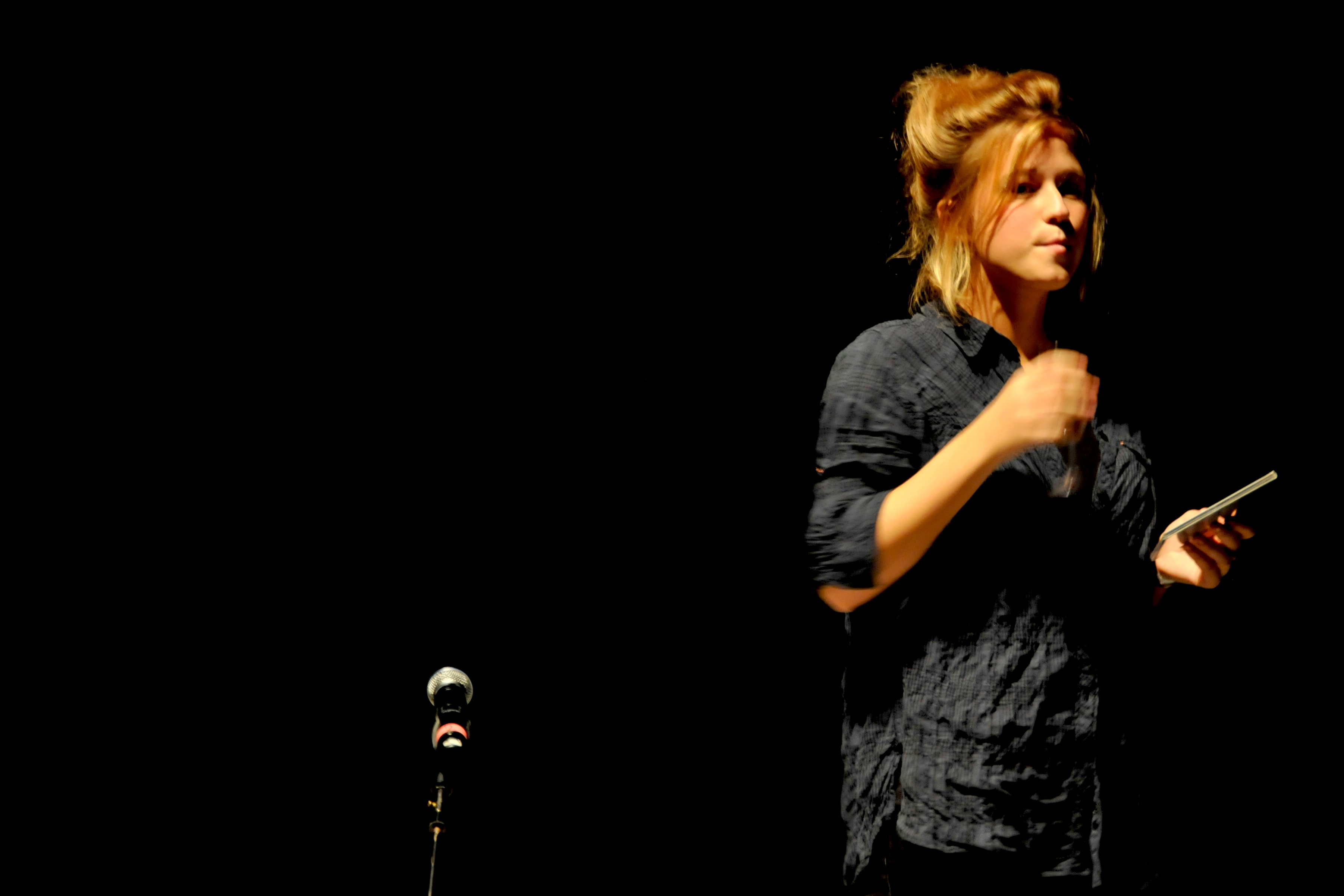
Selah Sue w trakcie koncertu w listopadzie 2009 roku

W styczniu 2009 wydała pierwszą EP-kę, zatytułowaną Black Part Love. Od września 2008 do sierpnia 2009 zdobywała muzyczne doświadczenie od belgijskiego teatru muzycznego Ancienne Belgique. Program, w którym brała udział, został powołany, aby wspierać obiecujących artystów, którzy nie są związani z żadną wytwórnią. Występowała w programach telewizyjnych, takich jak De wereld draait door w holenderskiej telewizji oraz w kilku programach we Flamandii.
W 2010 zagrała koncerty w największych festiwalach w Belgii, w tym m.in. na Les Nuits Botanique, Les Ardentes, Dour, Lokerse Feesten, Couleur Café i Pukkelpop. Występowała poza granicami kraju na dużych festiwalach, takich jak m.in.: Lowlands w Holandii, Les Eurockéennes de Belfort we Francji i Sziget Festival na Węgrzech. Również w 2010 wydała drugą EP-kę pt. Raggamuffin. W listopadzie zagrała jako support Prince’a na koncercie na arenie Sportpaleis w Antwerpii.

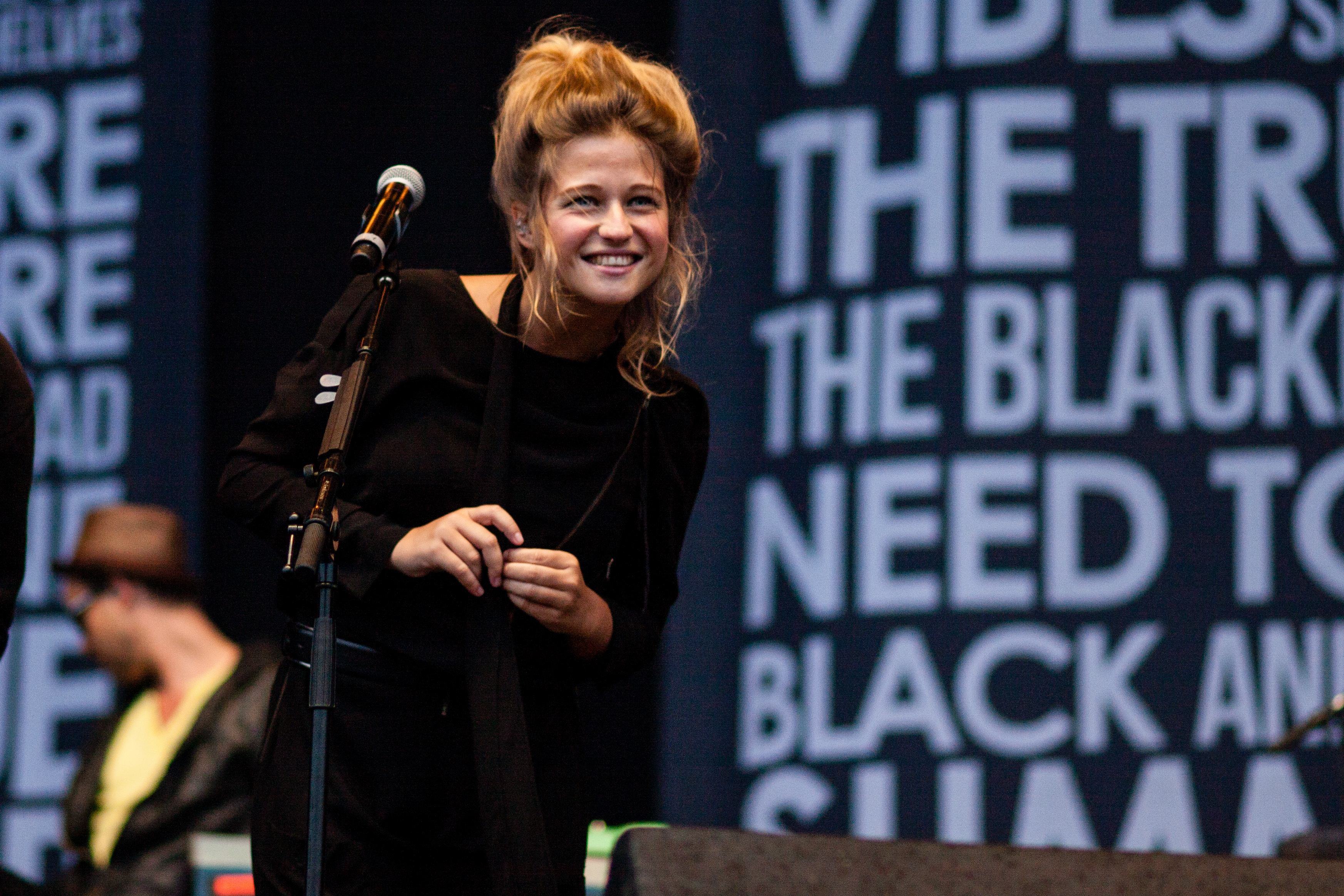
Selah Sue podczas koncertu w 2012 roku

W 2011 premierę miał jej debiutancki album studyjny, zatytułowany po prostu Selah Sue. Płytę promowała singlem „This World”, który został wykorzystany w reklamie telewizyjnej firmy Kinder Bueno. Drugim singlem z krążka został utwór „Crazy Vibes”. Na płycie znalazł się także m.in. utwór „Please”, który nagrała we współpracy z Cee Lo Greenem. Piosenka została umieszczona także na albumie artysty pt. The Lady Killer.
Pod koniec października 2012 zagrała podczas ceremonii ślubu pary królewskiej w Luksemburgu. W tym samym roku nagrała swoją wersję utworu „Spoonful”, która została wykorzystana w reklamie firmy Häagen-Dazs z udziałem Bradleya Coopera, a także wydała swoją trzecią minipłytę zatytułowaną Rarities.
27 października 2014 opublikowała singiel „Alone”, który zwiastował premierę jej drugiej płyty studyjnej. Album, zatytułowany Reason, ukazał się ostatecznie 30 marca 2015.

## Muzyka

### Inspiracje
Selah Sue inspiruje się muzyką takich artystów jak: Lauryn Hill, M.I.A., Erykah Badu i The Zutons.

## Dyskografia

### Albumy
| Rok                            | Tytuł                                                   | Pozycja na liście | Pozycja na liście | Pozycja na liście | Pozycja na liście | Pozycja na liście | Pozycja na liście | Certyfikat                                       |
| Rok                            | Tytuł                                                   | BEL (FLA)         | BEL (WAL)         | NLD               | FRA               | CHE               | POL               | Certyfikat                                       |
| ------------------------------ | ------------------------------------------------------- | ----------------- | ----------------- | ----------------- | ----------------- | ----------------- | ----------------- | ------------------------------------------------ |
| 2011                           | Selah Sue - Data: 4 marca 2011 - Wydawca: Because Music | 1                 | 1                 | 2                 | 9                 | 32                | 31                | - BEL: 2x platynowa płyta - POL: platynowa płyta |
| 2015                           | Reason - Data: 30 marca 2015 - Wydawca: Because Music   | 1                 | 2                 | 1                 | –                 | 9                 | 35                |                                                  |
| „–” pozycja nie była notowana. |                                                         |                   |                   |                   |                   |                   |                   |                                                  |

### Single
| 2010                           | „Raggamuffin”          | 29 | 16 | 81 | 18  | - BEL: złota płyta     | Selah Sue |
| 2011                           | „Crazy Vibes”          | 21 | 26 | 56 | –   | - BEL: złota płyta     | Selah Sue |
| 2011                           | „This World”           | 2  | 15 | –  | 47  | - BEL: platynowa płyta | Selah Sue |
| 2011                           | „Summertime”           | 59 | 67 | –  | –   |                        | Selah Sue |
| 2011                           | „Zanna”                | 1  | 29 | 72 | –   | - BEL: złota płyta     | Rarities  |
| 2012                           | „Crazy Sufferin Style” | 59 | 83 | –  | –   |                        | Rarities  |
| 2012                           | „Fade Away”            | 51 | 59 | –  | –   |                        | Rarities  |
| 2014                           | „Alone”                | 5  | 1  | 53 | 9   | - BEL: złota płyta     | Reason    |
| 2014                           | „Won’t Go for More”    | –  | –  | –  | 191 |                        | Reason    |
| 2015                           | „Reason”               | –  | –  | –  | 115 |                        | Reason    |
| „–” pozycja nie była notowana. |                        |    |    |    |     |                        |           |

### Minialbumy
| 2008                           | Black Part Love - Data: 2008 - Wydawca: Because Music      | –  |
| 2010                           | Raggamuffin - Data: 2010 - Wydawca: Because Music          | –  |
| 2012                           | Rarities - Data: 5 listopada 2012 - Wydawca: Because Music | 57 |
| „–” pozycja nie była notowana. |                                                            |    |

## Nagrody
- 2011 – European Border Breakers[15]